# Piłka nożna w Anglii (1996/1997)
Sezon 1996/1997 był 117. w historii angielskiej piłki nożnej.

## Zwycięzcy poszczególnych rozgrywek w Anglii
| Rozgrywka                       | Zwycięzca         |
| ------------------------------- | ----------------- |
| FA Premier League               | Manchester United |
| FA Cup                          | Chelsea           |
| Coca-Cola Cup                   | Leicester City    |
| Football League First Division  | Bolton Wanderers  |
| Football League Second Division | Bury              |
| Football League Third Division  | Wigan Athletic    |
| FA Community Shield             | Manchester United |